# Dom Kanta

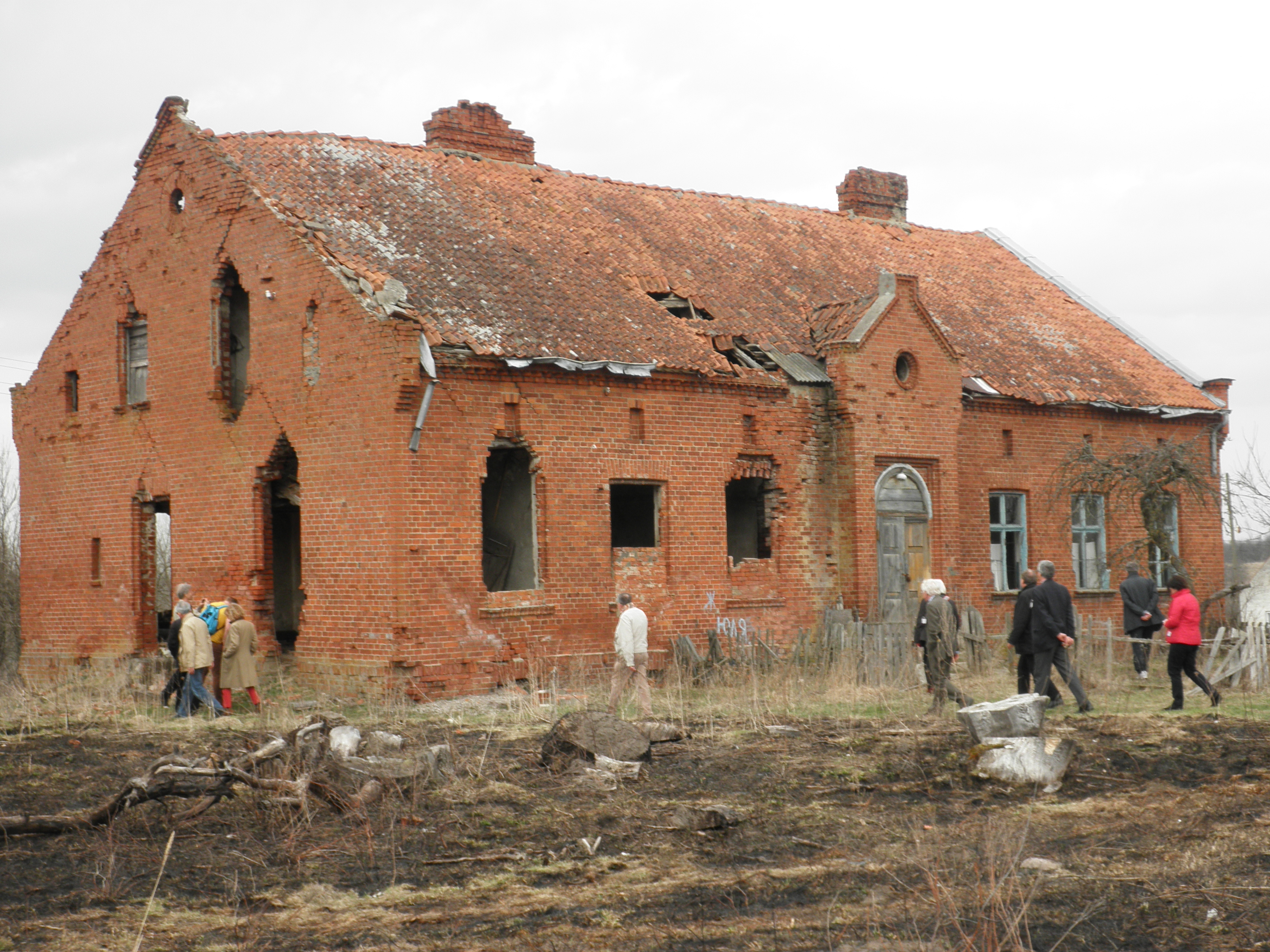
Tzw. Dom Kanta, stan w 2013 roku

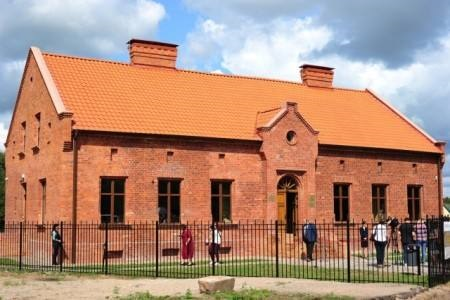
…i w 2018 roku po remoncie.

Dom Kanta – budynek w Wiesiołowce (ros. Весёловка, do 1938 niem. Judtschen, w latach 1938–1946 Kanthausen), wzniesiony prawdopodobnie w końcu XIX–początku XX wieku na miejscu domu pastora Daniela Ernesta Anderscha. W tym domu przez trzy lata, od 1747 do 1751 roku, mieszkał i pracował jako nauczyciel domowy niemiecki filozof Immanuel Kant. To właśnie w tym czasie, w latach 1747–1755, opracował i opublikował swoją hipotezę kosmogoniczną o pochodzeniu Układu Słonecznego z pierwotnej mgławicy. Dom pastora był jedynym miejscem, do którego Kant wyjeżdżał z rodzinnego Królewca.
Do 2017 roku budynek pozostawał w stanie grożącym zawaleniem, aż do czasu generalnego remontu w 2018 roku. Jego właścicielem jest Kaliningradzkie Obwodowe Muzeum Historii i Sztuki.

## Historia
Dom został zbudowany w końcu XVII wieku, w połowie XVIII wieku został przebudowany na dom pastora Daniela Ernesta Anderscha (1701–1771).

## Czasy współczesne
W kwietniu 2013 roku prezydent Rosji Władimir Putin na spotkaniu ze studentami Federalnego Uniwersytetu Bałtyckiego Bałtyckiego Uniwersytetu Federalnego im. Immanuela Kanta w Królewcu stwierdził, że postać Immanuela Kanta powinna być symbolem obwodu królewieckiego.
W marcu 2014 r. na wniosek Naukowo-Produkcyjnego Centrum Ochrony Zabytów ((ros.) НПЦ по охране памятников) została opracowana koncepcja przekształcenia budynku w kompleks muzealno-twórczy.
W czerwcu 2015 roku urząd państwowej ochrony zabytków dziedzictwa kulturowego obwodu królewieckiego włączył dom pastora z oficynami i ogrodem do ogólnokrajowego rejestru obiektów dziedzictwa kulturowego (zabytków historii i kultury) narodów Federacji Rosyjskiej jako obiekt dziedzictwa kulturowego o znaczeniu regionalnym pod nazwą „Dwór pastora parafii Judtschen, związany z życiem i działalnością filozofa Immanuela Kanta, XVIII–XIX w.”.
W sierpniu 2016 roku pojawiła się informacja, że z funduszu rezerwowego Prezydenta Federacji Rosyjskiej wydzielono 46,3 mln rubli (ok. 2,7 mln zł) na renowację zabytku(ros.).